# Sh2-64
Sh2-64 (nota anche come Westerhout 40, W40, o RCW 174) è una nebulosa a emissione visibile nella costellazione della Coda del Serpente; benché sia poco nota, costituisce una delle regioni di formazione stellare più vicine al sistema solare.

## Osservazione

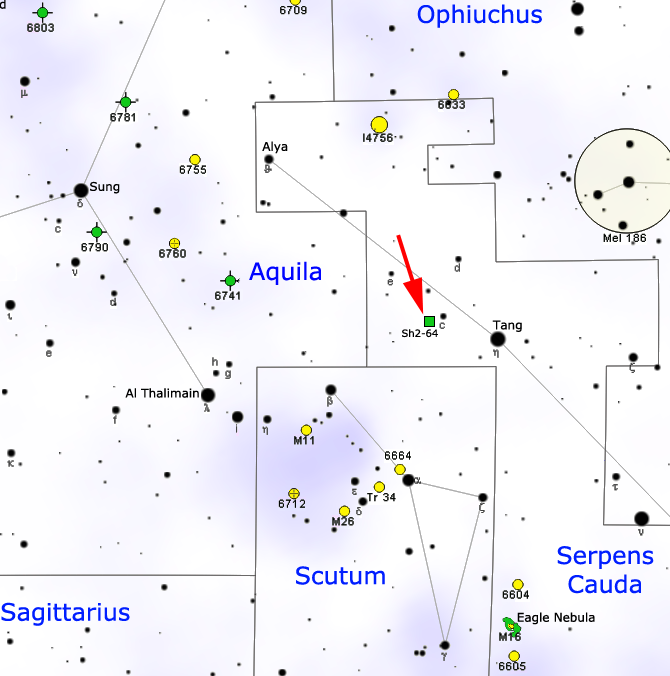
Mappa per individuare Sh2-64.

Sh2-64 si individua nella parte orientale della costellazione, circa 3° a nordest della stella η Serpentis e a brevissima distanza angolare dalla stella 60 Serpentis, di magnitudine apparente 5,39; la sua luce filtra attraverso una fessura del grande complesso di nebulose scure che costituiscono la Fenditura dell'Aquila, al punto che nei dintorni non sono osservabili campi stellari di fondo. A causa di questo filtro, la nebulosa non può essere osservata otticamente con alcuno strumento amatoriale; è possibile tuttavia individuarla nelle fotografie a lunga posa riprese con l'ausilio di opportuni filtri.
Il periodo più indicato per la sua osservazione nel cielo serale ricade fra giugno e novembre; trovandosi a soli 2° dall'equatore celeste, può essere osservata indistintamente da tutte le regioni popolate della Terra, restando non visibile soltanto dalle aree immediatamente circostanti il polo nord.

## Caratteristiche
Si tratta di una grande regione H II facente parte di un'importante regione di formazione stellare, associata alla brillante radiosorgente W40, in cui hanno origine stelle di grande massa; nonostante ciò, a causa del suo forte oscuramento ad opera della Fenditura dell'Aquila, è rimasta per anni una regione molto poco studiata. La nebulosa riceve la radiazione ionizzante di alcune stelle giovani e massicce di classe spettrale B1V, indicate come W40 OS1a, W40 OS2a e W40 OS3a, tutte circondate da un denso disco protoplanetario. Le stime sulla sua distanza si aggirano attorno ai 400 parsec (1300 anni luce) o al più 600 parsec (1960 anni luce); in entrambi i casi la collocazione della nebulosa ricade sul bordo interno del Braccio di Orione, in corrispondenza delle dense nubi di polveri non illuminate costituenti la Fenditura dell'Aquila.
Studi condotti ai raggi X dal Telescopio spaziale Chandra hanno permesso di individuare 194 sorgenti di raggi X quasi sicuramente associate a W40, coincidenti con altrettanti oggetti stellari giovani; le stelle di pre-sequenza principale individuate in questa regione sono circa 600 e sono raggruppate in un giovanissimo ammasso aperto dalla forma sferica profondamente immerso nei gas della nube e fortemente oscurato dai banchi di polveri della Fenditura. L'età delle componenti di quest'ammasso non sarebbe superiore a un milione di anni, sebbene questo potrebbe contenere stelle di età differenti; in particolare si ritiene che 6 delle sue 8 stelle più massicce facciano parte di una seconda generazione più giovane, inducendo a ipotizzare un prolungamento dei processi di formazione di stelle di grande massa. Le componenti stellari individuate ai raggi X possiedono una massa superiore a 0,2 M⊙; fra queste, il 90% hanno una massa minore di 2 M⊙ e 7 una massa maggiore o uguale a 10 M⊙. La stella più massiccia è W40 OS2a, con una massa pari a 30M⊙; di fatto le tre stelle ionizzatrici costituiscono una piccola associazione OB.
Alcune fra le sorgenti di radiazione infrarossa più cospicue della regione sono state catalogate dall'IRAS e riportano le sigle IRAS 18288-0207 e IRAS 18288-0158; a queste si aggiunge la sorgente RAFGL 2177. Il nucleo più denso dell'intera regione coincide con una nube molecolare catalogata come TGU 279-P7.

### Pubblicazioni specifiche
- Kuhn, Michael A.; Getman, Konstantin V.; Feigelson, Eric D.; Reipurth, Bo; Rodney, Steven A.; Garmire, Gordon P., A Chandra Observation of the Obscured Star-forming Complex W40, in The Astrophysical Journal, vol. 725, n. 2, dicembre 2010,  pp. 2485-2506, DOI:10.1088/0004-637X/725/2/2485.
- Rodríguez, Luis F.; Rodney, Steven A.; Reipurth, Bo, A Cluster of Compact Radio Sources in W40, in The Astronomical Journal, vol. 140, n. 4, ottobre 2010,  pp. 968-972, DOI:10.1088/0004-6256/140/4/968.

### Carte celesti
- Tirion, Rappaport, Lovi, Uranometria 2000.0 - Volume II - The Southern Hemisphere to +6°, Richmond, Virginia, USA, Willmann-Bell, inc., 1987, ISBN 0-943396-15-8.
- Tirion, Sinnott, Sky Atlas 2000.0 - Second Edition, Cambridge, USA, Cambridge University Press, 1998, ISBN 0-933346-90-5.